# Juan Villegas
Juan Villegas es un actor de cine argentino.
Ganó elogios por su actuación en El perro (2004) y estuvo nominado para un Premio Asociación de Cronistas Cinematográficos de la Argentina en 2004. Villegas trabaja en el cine de la Argentina.

## Filmografía
- Savage Roses (2002)
- El perro (2004)
- El camino de San Diego (2006)
- El campo (2012)